# Coquillettia albiclava
Coquillettia albiclava är en insektsart som beskrevs av Knight 1925. Coquillettia albiclava ingår i släktet Coquillettia och familjen ängsskinnbaggar. Inga underarter finns listade i Catalogue of Life.